# Tuesday Weld
Tuesday Weld, all'anagrafe Susan Ker Weld (New York City, 27 agosto 1943), è un'attrice ed ex modella statunitense.

## Biografia
Suo padre, Lothrop Motley Weld, era il rampollo di un'importante famiglia dell'East Coast (della quale fa parte anche l'ex governatore del Massachusetts William Weld), e morì quando la piccola Susan aveva solo tre anni. Dopo la morte del padre, sua madre, Yosene Balfour Ker, a causa della forte crisi economica in cui versava la famiglia, composta da altre due sorelle, investì nella bellezza di Tuesday per ricavarne il maggior vantaggio economico possibile, facendola diventare una fotomodella per riviste femminili e per cataloghi di vendita per corrispondenza.
Di fatto la piccola Tuesday (il suo nome d'arte venne ispirato dal suo nomignolo Tu-Tu) divenne la fonte di sostentamento per tutta la famiglia, ruolo di cui ben presto prese coscienza, subendo una forte pressione psicologica e fisica che la portò all'età di soli nove anni a gravi problemi di carattere nervoso, a dieci anni all'alcolismo e a soli dodici anni a un tentativo di suicidio. Nel 1956 fece il suo debutto sia in teatro che sul grande schermo, in una piccola parte nel film di Alfred Hitchcock Il ladro.
Nello stesso anno venne scritturata per partecipare alla pellicola Il re del rock and roll, voluta dal produttore discografico Alan Freed per lanciare la moda del Rock'n Roll e le sue stelle, in cui la giovane attrice recitò a fianco di personaggi come Chuck Berry, Frankie Lymon e Johnny Burnette. Tuttavia, nel film, le parti cantate della Weld vennero doppiate dalla cantante Connie Francis. Dopo aver firmato un contratto di ben nove anni con la 20th Century Fox, che la presentò come la risposta della Fox a Sandra Dee, venne lanciata nella pellicola Missili in giardino (1958), a fianco di Paul Newman e Joan Collins, dopo la quale la casa produttrice decise di rescindere il contratto.
Nel 1959, la sedicenne Weld venne scritturata per lo show televisivo della CBS The Many Loves of Dobie Gillis; nonostante il contratto fosse solo di un anno, grazie a questa partecipazione si guadagnò il favore del pubblico televisivo, vincendo il Golden Globe come Nuova giovane promessa e ottenne un rilancio sul grande schermo al fianco di Danny Kaye nella pellicola musicale I cinque penny (1959), che vedeva anche la partecipazione del jazzista Louis Armstrong. Nel 1960 recitò a fianco di Bing Crosby e Fabian in In due è un'altra cosa, dove interpretò la parte di una giovane studentessa di college.
Questo ruolo la consacrò come la regina delle teen-ager di Hollywood, immagine che le rimase tuttavia d'ingombro e dalla quale non le fu facile affrancarsi, con conseguenze negative sulla sua carriera successiva. Nel 1961 recitò al fianco di Elvis Presley in Paese selvaggio. Tra i due nacque una relazione sentimentale, che fu molto dannosa per l'immagine di attrice più matura che la Weld cercava di costruire. L'attrice divenne vittima del giornalismo scandalistico più accanito, scatenando pubblicamente le ire di sua madre per i suoi più o meno presunti rapporti con attori molto più anziani di lei.
Nel 1963 la Weld interpretò il film drammatico Soldato sotto la pioggia, al fianco di Jackie Gleason e Steve McQueen, pellicola che non ebbe tuttavia il successo che si aspettava la produzione, segnando l'ennesimo tentativo fallito della Weld di entrare nello star system hollywoodiano. L'attore Roddy McDowall, che interpretò a fianco della Weld la pellicola del 1966 Lord Love a Duck, avrà a dichiarare:
La sfortunata carriera dell'attrice dipese molto anche dalle sue scelte sbagliate o, peggio ancora, dal rifiuto di interpretare parti in pellicole che segnarono il debutto ed il lancio di altre grandi stelle del cinema. La Weld, infatti, rifiutò pellicole come Gangster Story di Arthur Penn, Rosemary's Baby di Roman Polański o Il Grinta di Henry Hathaway. Nel 1965 apparve nella pellicola Cincinnati Kid di Norman Jewison, al fianco di Steve McQueen e Ann Margret, ed in altre pellicole minori. Riconoscimenti di un certo rilievo furono una candidatura al Golden Globe nel 1973 per il film Play It As It Lays, al fianco di Anthony Perkins, e la candidatura al Premio Oscar alla miglior attrice non protagonista nel 1978 per il film In cerca di Mr. Goodbar. Da non dimenticare il ruolo di Carol in C'era una volta in America (1984), accanto a Robert De Niro e James Woods.

## Vita privata
Si sposò tre volte: dal 1965 al 1971 con lo sceneggiatore Claude Harz, da cui ebbe una figlia, Natasha, nata nel 1966; dal 1975 al 1980 con l'attore Dudley Moore, da cui ebbe un figlio, Patrick, nato nel 1976, e dal 1985 al 1998 con il violinista Pinchas Zukerman; negli anni settanta inoltre ebbe una lunga relazione sentimentale con Al Pacino.

## Filmografia parziale

### Cinema
- Il re del rock and roll (Rock, Rock, Rock), regia di Will Price (1956)
- Missili in giardino (Rally 'Round the Flag, Boys!), regia di Leo McCarey (1958)
- I cinque penny (The Five Pennies), regia di Melville Shavelson (1959)
- La vita intima di Adamo ed Eva (The Private Lives of Adam and Eve), regia di Mickey Rooney (1960)
- Sex Kittens Go to College, regia di Albert Zugsmith (1960)
- In due è un'altra cosa (High Time), regia di Blake Edwards (1960)
- Ritorno a Peyton Place (Return to Peyton Place), regia di José Ferrer (1961)
- Paese selvaggio (Wild in the Country), regia di Philip Dunne (1961)
- L'appartamento dello scapolo (Bachelor Flat), regia di Frank Tashlin (1962)
- Soldato sotto la pioggia (Soldier in the Rain), regia di Ralph Nelson (1963)
- Lezioni d'amore alla svedese (I'll Take Sweden), regia di Frederick de Cordova (1965)
- Cincinnati Kid, regia di Norman Jewison (1965)
- Lord Love a Duck, regia di George Axelrod (1966)
- Dolce veleno (Pretty Poison), regia di Noel Black (1968)
- Un uomo senza scampo (I Walk the Line), regia di John Frankenheimer (1970)
- Un posto tranquillo (A Safe Place), regia di Henry Jaglom (1971)
- Play It As It Lays, regia di Frank Perry (1972)
- In cerca di Mr. Goodbar (Looking for Mr. Goodbar), regia di Richard Brooks (1977)
- I guerrieri dell'inferno (Who'll Stop the Rain), regia di Karel Reisz (1978)
- Strade violente (Thief), regia di Michael Mann (1981)
- Papà, sei una frana (Author! Author!), regia di Arthur Hiller (1982)
- C'era una volta in America (Once Upon A Time In America), regia di Sergio Leone (1984)
- Heartbreak Hotel, regia di Chris Columbus (1988)
- Un giorno di ordinaria follia (Falling Down), regia di Joel Schumacher (1993)
- Due mariti per un matrimonio (Feeling Minnesota), regia di Steven Baigelman (1996)

### Televisione
- Indirizzo permanente (77 Sunset Strip) – serie TV, episodi 2x10-2x20 (1959-1960)
- Bus Stop – serie TV, episodio 1x07 (1961)
- Follow the Sun – serie TV, episodio 1x03 (1961)
- The Dick Powell Show – serie TV, episodi 1x16-2x03 (1962)
- Avventure in paradiso (Adventures in Paradise) – serie TV, episodio 3x16 (1962)
- Ben Casey – serie TV, episodio 1x32 (1962)
- The Greatest Show on Earth – serie TV, episodio 1x02 (1963)
- Mr. Broadway – serie TV, episodio 1x01 (1964)
- Cimarron Strip – serie TV, episodio 1x17 (1968)

## Riconoscimenti
- Premio Oscar
  - 1978 – Candidatura alla miglior attrice non protagonista per In cerca di Mr. Goodbar

- Golden Globe
  - 1960 – Migliore attrice debuttante per I cinque penny
  - 1973 – Candidatura alla migliore attrice in un film drammatico per Play It As It Lays

- BAFTA
  - 1985 – Candidatura alla miglior attrice non protagonista per C'era una volta in America

- Young Hollywood Hall of Fame
  - 1961

## Doppiatrici italiane
- Maria Pia Di Meo in In due è un'altra cosa, Paese selvaggio, C'era una volta in America
- Isa Di Marzio in I cinque penny
- Miranda Bonansea in Ritorno a Peyton Place
- Angiolina Quinterno in In cerca di Mr. Goodbar
- Livia Giampalmo in Strade violente
- Germana Dominici in Un giorno di ordinaria follia
- Emanuela Rossi in C'era una volta in America (ridoppiaggio)

## Nella cultura di massa
Viene nominata in una puntata della serie antologica American Horror Story: Asylum di Ryan Murphy, ambientata nel 1962, come possibile attrice di un libro scritto dalla protagonista della serie.
Viene citata nel brano New Frontier di Donald Fagen, tratto dall'album The Nightfly (1982).